# Jack Schiff
Jack Schiff, né Jacob Haar Schiff le 26 septembre 1909 à Brooklyn et mort le  30 avril 1999 à New Rochelle, est un scénariste et éditeur de comics américain. Il est surtout connu pour son travail de responsable éditorial des comics mettant en scène Batman pour DC Comics de 1942 à 1964. Il est aussi le cocréateur des personnages de Starman, Tommy Tomorrow et le Wyoming Kid.

## Biographie
Jack Schiff entre dans l'industrie des comics après ses études à l'université Cornell. Chez DC Comics il cocrée le personnage de Starman avec le dessinateur Jack Burnley et les éditeurs Whitney Ellsworth, Murray Boltinoff, Mort Weisinger et Bernie Breslauer dans le numéro 61 de Adventure Comics  en avril 1941. DC engage Schiff comme responsable éditorial en 1942 et il suppervise les différents comics de Batman et Superman lorsque Weisinger est appelé sous les drapeaux durant la seconde guerre mondiale,. Il écrit l'histoire "Case of the Costume-Clad Killers" dans Detective Comics #60 en février 1942 dans laquelle il crée le Bat-Signal. De plus il édite et écrit le comic strip de Batman pour  McClure Newspaper Syndicate. Il scénarise The Vigilante en 1947 et le serial Batman and Robin en 1949 pour Columbia Pictures. Il crée aussi une série de publicités gouvernementale qui seront publiées de 1949 jusqu'au milieu des années 1960. Il scénarise aussi "Johnny Everyman" créé par Pearl Buck. Il lance aussi les comics adaptés des programmes radio A Date with Judy, Gang Busters et Mr. District Attorney. Il cocrée dans le même temps de nouveaux personnages comme Tommy Tomorrow, et the Wyoming Kid.. En 1958, il est en procès avec Jack Kirby à propos du comic strip "Sky Masters" et gagne ce procès. L'année d'aprèsil crée, avec Dick Dillin, Lady Blackhawk dans Blackhawk 133 daté de février 1959. En 1964, les responsable de DC retirent à Schiff le rôle de responsable éditorial des comics Batman et Detective Comics car les ventes étaient trop faibles. Elles confient les deux titres à Julius Schwartz,. À la place lui sont confiés les titres Mystery in Space et Strange Adventures,. Après 25 ans chez DC, il décide de quitter la maison en 1967. Son dernier titre publié est Strange Adventures 203 en août 1967.